# Börje Salming
Börje Salming (17. dubna 1951 Kiruna – 24. listopadu 2022 Nacka) byl švédský profesionální hokejista. U příležitosti 100. výročí NHL byl v lednu 2017 vybrán jako jeden ze sta nejlepších hráčů historie ligy.

## Biografie
Všichni ti hráči z Evropy, kteří v současné době[kdy?] hokejem vydělávají miliony dolarů za oceánem v Kanadě a Spojených státech, musí být vděční několika málo hráčům, jedním z nich je právě Börje Salming. Švédové a Finové, kteří nakoukli jako první zástupci ze starého kontinentu do NHL, museli překonat řadu překážek, přežít posměch fanoušků i protihráčů a dokázat všem v zámoří, že i Evropan může být v NHL platný. Názornou ukázkou je i příběh Börje Salminga, prvního Švéda uvedeného do Síně slávy světového hokeje a idolu každého Švéda, který kdy stál na bruslích.
Velkou zásluhu na průniku Evropanů do NHL má také jeden člověk z managementu Toronto Maple Leafs, ten se totiž jako jeden z prvních v NHL nebál vložit důvěru do evropského pojetí hokeje a vydal se na výzvědy a na lov talentů do Švédska, byl to scout Gerry McNamara. Tým z Toronta se trápil nedostatkem kvalitních hráčů, protože ty největší naděje týmu odešly do konkurenční WHA, kde se jim nabízely výborné finanční podmínky. McNamara měl v hledáčku křídlo týmu Brynas Gavle, Inge Hammarstroma. Na ledě ale tehdy zářil jiný hráč, Borje Salming, ten učaroval scoutovi ze zámoří natolik, že si jej vybral spolu s Hammarstromem. Příští ročník už tedy Salming zahájil v NHL.
Měl to ale už od začátku velmi těžké, po Kanadě totiž panovalo všeobecné přesvědčení, že Švédové hrát hokej neumějí, dokonce měli přezdívku „kuřátka ze Švédska“, jednak díky národní žluté barvě, ale také díky tomu, že podle kanadských odborníků nebyli schopni obstát v tvrdém zámořském hokeji. Anglické slovo „chicken“ má totiž dva významy, jednak právě kuře, ale také srab nebo zbabělec.
První zápas mu v NHL vyšel, přispěl k výhře Leafs nad Sabres 7:4, ale hned na to jej čekalo to nejhorší, co se mohlo stát, zápas ve Filadelfii proti nejtvrdšímu týmu ligy, možná dokonce v historii hokeje vůbec, proti Flyers. V té době to byl celek proslavený spíše než hokejem nevídanou zákeřností. A „kuře“ ze Švédska bylo ideálním terčem pro rváče z Broad Street, jak se Flyers přezdívalo. Salming prožil tehdy opravdový teror, vrhli se na něj ti nejhorší: „The Hammer“ Schultz, „Houndog“ Kelly, Andre Dupond a Don Saleski. Tedy hráči, kteří se později na konci tohoto ročníku umístili na prvních čtyřech místech v počtu trestných minut s velkým náskokem před zbytkem ligy. Trenér Fred Shero je pověřil úkolem, vyhnat toho švédského zbabělce zpátky odkud přišel. Salming ale obstál tento křest ohněm, tím si získal obrovský respekt celé ligy a fanoušků ve Švédsku a také v Torontu. S odstupem lze tvrdit, že v historii nikdy žádný jiný hráč nebyl vystaven tak obrovskému nátlaku ze strany soupeře, jako Salming ve svém druhém zápase v životě v NHL.
Salming se v NHL chytil, zaznamenal výborné sezóny, kdy končil na 70 bodech, to je pro obránce vynikající vizitka. Stal se součástí první obranné dvojice Leafs spolu s Ianem Turnbullem, oba to byli výborní ofenzivní beci a skvěle se doplňovali i před vlastní bránou. Salming přivedl navíc do týmu Leafs evropské myšlení, smysl pro rychlou kombinaci a také velmi přesné přihrávky, ještě teď drží rekord v Torontu v počtu asistencí (620). Mezi další významná čísla patří jeho třetí místo v počtu bodů, třetí v počtu zápasů a první v +/− bodech. Drží také rekord v počtu nominací do All Star týmu NHL, byl 6x nominován v řadě! (1x do 1. a 5x do 2. All Star týmu). Cena pro nejlepšího obránce mu 2x unikla jen taktak. V letech 1977 a 1980 jej těsně porazil Larry Robinson. Salming tuto cenu nikdy nezískal, stejně jako Stanley Cup. Byl největší hvězdou Toronta a diváci ho přezdívali „King“.
V roce 1976 v playoff narazilo Toronto zase na Flyers, v té době už na vrcholu slávy, dvojnásobné vítěze ligy z let 1974 a 1975. Tyto dva týmy se nenáviděli už od doby Salmingova nástupu do ligy. Opět to byl Borje, kdo trpěl nájezdy brutálních hráčů Flyers, letos si jej vyhlédl hlavně Mel Bridgman, který ho dokonce brutálním faulem vyřadil ze zápasu. Příští utkání byl ale Salming už opět na ledě, oplatil Bridgmanovi tvrdým hitem, najel si na modrou čáru, převzal pas od Sittlera a prostřelil brankáře Flyers Parenta. Tu dobu hala Maple Leafs bouřila nejvíce ve své historii a Salming dostal nejdelší ovace ze všech hráčů Leafs všech dob. Ale Flyers nakonec Toronto vyřadili a prohráli až překvapivě ve finále s Montrealem.
Salming se postupem času stal nejlépe placeným hráčem v historii Leafs, ale v 80. létech trpěl v Torontu, které bylo tehdy nejslabší ve své historii. Nakonec odešel do Detroitu na jednu sezónu. Ale po ní odešel domů, do Švédska a hrál ještě tři roky elitní švédskou ligu. V roce 1992 se ještě podíval na Olympijské hry do Francie, ale to už byl opravdový konec jeho hokejového života.
Salming se věnoval podobným aktivitám jako například Dominik Hašek, vlastnil firmu na sportovní oblečení, spodní prádlo a módní doplňky. Jeho jméno se jako jméno vůbec prvního Švéda a druhého Evropana (1. Vladislav Treťjak) přiřadilo na listinu honorovaných v Síni Slávy. Stalo se tak v roce 1996.
V polovině července 2022 byla Salmingovi diagnostikována amyotrofická laterální skleróza (ALS), kterou oznámil v srpnu 2022 a na kterou 24. listopadu téhož roku zemřel.

## Ocenění a úspěchy
- 1969 MEJ – Nejlepší obránce
- 1973 All-Star Tým Švédska
- 1973 MS – All-Star Tým
- 1975 NHL – Druhý All-Star Tým
- 1976 NHL – Druhý All-Star Tým
- 1976 Viking Award
- 1977 KP – All-Star Tým
- 1977 Viking Award
- 1977 NHL – První All-Star Tým
- 1977 NHL – Nejlepší nahrávač mezi obránci
- 1978 NHL – Druhý All-Star Tým
- 1979 NHL – Druhý All-Star Tým
- 1979 Viking Award
- 1980 NHL – Druhý All-Star Tým
- 1986 NHL – Nejlepší hráč v pobytu na ledě (+/-) v playoff
- 1989 All-Star Tým Švédska
- 1992 OH – Nejproduktivnější obránce
- 1992 SEL – Nejtrestanější hráč
- 1997 Hokejová síň slávy
- 1998 IIHF – Síň slávy
- 2008 IIHF – Centennial All-Star Tým

## Prvenství
- Debut v NHL – 10. října 1973 (Toronto Maple Leafs proti Buffalo Sabres)
- První asistence v NHL – 10. října 1973 (Toronto Maple Leafs proti Buffalo Sabres)
- První gól v NHL – 23. ledna 1974 (Montreal Canadiens proti Toronto Maple Leafs, kanadskému brankáři Michel Larocque)
- První hattrick v NHL – 10. října 1981 (Toronto Maple Leafs proti Chicago Black Hawks)

## Klubové statistiky
| Sezóna           | Klub                | Soutěž           |       | Základní část | Základní část | Základní část | Základní část | Základní část |    | Play off | Play off | Play off | Play off | Play off |
| Sezóna           | Klub                | Soutěž           | Z     | G             | A             | B             | TM            | Z             | G  | A        | B        | TM       |          |          |
| 1970–71          | Brynäs IF           | Div.1            | 27    | 2             | 8             | 10            | 24            | –             | –  | –        | –        | –        |          |          |
| 1971–72          | Brynäs IF           | Div.1            | 28    | 1             | 5             | 6             | 40            | –             | –  | –        | –        | –        |          |          |
| 1972–73          | Brynäs IF           | Div.1            | 26    | 5             | 4             | 9             | 34            | –             | –  | –        | –        | –        |          |          |
| 1973–74          | Toronto Maple Leafs | NHL              | 76    | 5             | 34            | 39            | 48            | 4             | 0  | 1        | 1        | 4        |          |          |
| 1974–75          | Toronto Maple Leafs | NHL              | 60    | 12            | 25            | 37            | 34            | 7             | 0  | 4        | 4        | 6        |          |          |
| 1975–76          | Toronto Maple Leafs | NHL              | 78    | 16            | 41            | 57            | 70            | 10            | 3  | 4        | 7        | 9        |          |          |
| 1976–77          | Toronto Maple Leafs | NHL              | 76    | 12            | 66            | 78            | 46            | 9             | 3  | 6        | 9        | 6        |          |          |
| 1977–78          | Toronto Maple Leafs | NHL              | 80    | 16            | 60            | 76            | 70            | 6             | 2  | 2        | 4        | 6        |          |          |
| 1978–79          | Toronto Maple Leafs | NHL              | 78    | 17            | 56            | 73            | 76            | 6             | 0  | 1        | 1        | 8        |          |          |
| 1979–80          | Toronto Maple Leafs | NHL              | 74    | 19            | 52            | 71            | 94            | 3             | 1  | 1        | 2        | 2        |          |          |
| 1980–81          | Toronto Maple Leafs | NHL              | 72    | 5             | 61            | 66            | 154           | 3             | 0  | 2        | 2        | 4        |          |          |
| 1981–82          | Toronto Maple Leafs | NHL              | 69    | 12            | 44            | 56            | 170           | –             | –  | –        | –        | –        |          |          |
| 1982–83          | Toronto Maple Leafs | NHL              | 69    | 7             | 38            | 45            | 104           | 4             | 1  | 4        | 5        | 10       |          |          |
| 1983–84          | Toronto Maple Leafs | NHL              | 68    | 5             | 38            | 43            | 192           | –             | –  | –        | –        | –        |          |          |
| 1984–85          | Toronto Maple Leafs | NHL              | 73    | 6             | 33            | 39            | 176           | –             | –  | –        | –        | –        |          |          |
| 1985–86          | Toronto Maple Leafs | NHL              | 41    | 7             | 15            | 22            | 48            | 10            | 1  | 6        | 7        | 14       |          |          |
| 1986–87          | Toronto Maple Leafs | NHL              | 56    | 4             | 16            | 20            | 42            | 13            | 0  | 3        | 3        | 14       |          |          |
| 1987–88          | Toronto Maple Leafs | NHL              | 66    | 2             | 24            | 26            | 82            | 6             | 1  | 3        | 4        | 8        |          |          |
| 1988–89          | Toronto Maple Leafs | NHL              | 63    | 3             | 17            | 20            | 86            | –             | –  | –        | –        | –        |          |          |
| 1989–90          | Detroit Red Wings   | NHL              | 49    | 2             | 17            | 19            | 52            | –             | –  | –        | –        | –        |          |          |
| 1990–91          | AIK Ishockey        | SEL              | 36    | 4             | 8             | 12            | 46            | –             | –  | –        | –        | –        |          |          |
| 1991–92          | AIK Ishockey        | SEL              | 38    | 6             | 14            | 20            | 100           | –             | –  | –        | –        | –        |          |          |
| 1992–93          | AIK Ishockey        | SEL              | 6     | 1             | 0             | 1             | 10            | –             | –  | –        | –        | –        |          |          |
| Celkem v NHL     | Celkem v NHL        | Celkem v NHL     | 1,148 | 150           | 637           | 787           | 1,344         | 81            | 12 | 37       | 49       | 91       |          |          |
| Celkem v NHL SEL | Celkem v NHL SEL    | Celkem v NHL SEL | 80    | 11            | 23            | 34            | 154           | 3             | 0  | 2        | 2        | 6        |          |          |

## Reprezentace
| Rok                       | Tým                       | Soutěž                    | Z  | G  | A  | B  | TM |
| ------------------------- | ------------------------- | ------------------------- | -- | -- | -- | -- | -- |
| 1968                      | Švédsko 19                | MEJ                       | 5  | 1  | 0  | 1  | 4  |
| 1969                      | Švédsko 19                | MEJ                       | 5  | 0  | 0  | 0  | 8  |
| 1972                      | Švédsko                   | MS                        | 4  | 0  | 0  | 0  | 6  |
| 1973                      | Švédsko                   | MS                        | 10 | 4  | 6  | 10 | 4  |
| 1976                      | Švédsko                   | KP                        | 5  | 4  | 3  | 7  | 2  |
| 1981                      | Švédsko                   | KP                        | 5  | 0  | 2  | 2  | 10 |
| 1989                      | Švédsko                   | MS                        | 8  | 1  | 1  | 2  | 8  |
| 1991                      | Švédsko                   | KP                        | 6  | 0  | 0  | 0  | 10 |
| 1992                      | Švédsko                   | OH                        | 8  | 4  | 3  | 7  | 4  |
| Juniorská kariéra celkově | Juniorská kariéra celkově | Juniorská kariéra celkově | 10 | 1  | 0  | 1  | 12 |
| Seniorská kariéra celkově | Seniorská kariéra celkově | Seniorská kariéra celkově | 46 | 13 | 15 | 28 | 48 |